# Xã Gypsum Creek, Quận McPherson, Kansas
Xã Gypsum Creek (tiếng Anh: Gypsum Creek Township) là một xã thuộc quận McPherson, tiểu bang Kansas, Hoa Kỳ. Năm 2010, dân số của xã này là 188 người.